# Far Beyond Driven
Far Beyond Driven – studyjny album amerykańskiego zespołu Pantera wydany 22 marca 1994 roku przez wytwórnię East West Records. Materiał zarejestrowano w 1993 roku. Na płycie znajduje się 12 utworów, całość trwa 56 minut i 26 sekund. Producentem krążka jest Terry Date. Album zaliczany jest do groove metalu. Płytę zamyka utwór "Planet Caravan" z repertuaru zespołu Black Sabbath. Far Beyond Driven znalazł się na 21. miejscu "Mainstream Rock Tracks" Billboardu oraz na 26. miejscu "UK Singles Chart". Utwór "I’m Broken" znalazł się natomiast na 19. miejscu tej listy. Album jest bardziej zbliżony do extremu od wcześniejszych płyt zespołu. Teksty Phila Anselmo są bardzo osobiste, ukazują jego sytuacje życiową, to że życie zaczęło mu się powoli jakoś układać.
Według danych z kwietnia 2002 album sprzedał się w nakładzie 1,308,380 egzemplarzy na terenie Stanów Zjednoczonych.

## Lista utworów
1. "Strength Beyond Strength" – 3:39
2. "Becoming" – 3:05
3. "5 Minutes Alone" – 5:50
4. "I’m Broken" – 4:25
5. "Good Friends and a Bottle of Pills" – 2:54
6. "Hard Lines, Sunken Cheeks" – 7:01
7. "Slaughtered" – 3:57
8. "25 Years" – 6:05
9. "Shedding Skin" – 5:37
10. "Use My Third Arm" – 4:52
11. "Throes of Rejection" – 5:01
12. "Planet Caravan" (Butler/Iommi/Osbourne/Ward) – 4:04

## Wydanie japońskie
13. "The Badge" - 3:56 (cover zespołu Poison Idea)

## Twórcy
- Terry Date – Produkcja, miksowanie
- Phil Anselmo – wokal
- Rex Brown – Bass
- Dimebag Darrell – gitara
- Vinnie Paul – perkusja

## Pozycje na listach
| Lista         | Kraj              | Pozycja |
| ------------- | ----------------- | ------- |
| Billboard 200 | Stany Zjednoczone | 1       |